# Yoji Biomehanika

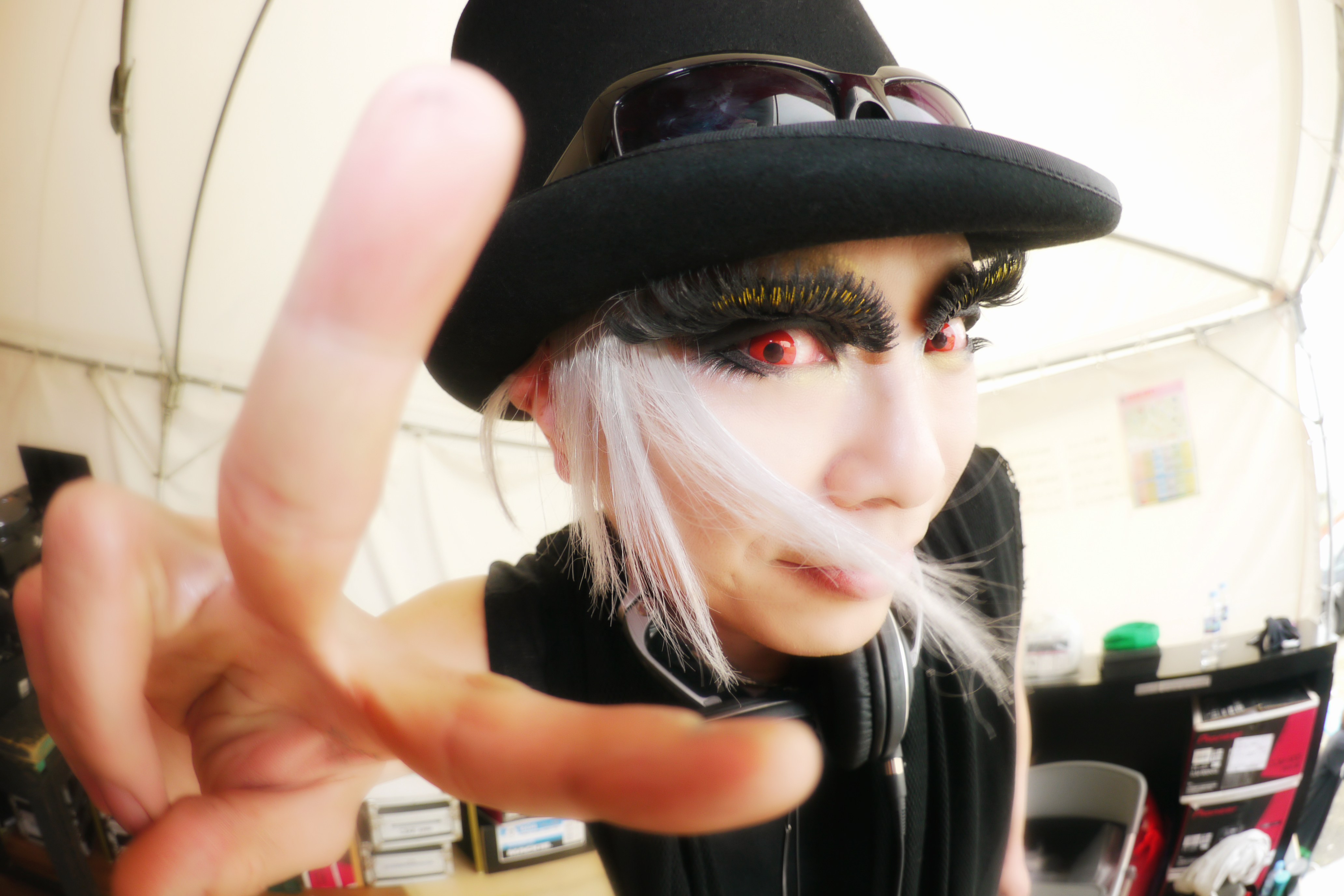
Yoji Biomehanika (2012)

Yoji Biomehanika ist ein japanischer Hard-Trance-, Hard-House- und Hardstyle-DJ und -Produzent. Sein auffälliger Kleidungsstil und seine energischen Performances sind charakteristisch, er ist eine treibende Kraft der Hard-Dance-Szene.
Yoji Biomehanika hat sich bereits einen großen Namen als DJ gemacht, größtenteils in Europa durch Auftritte bei großen Veranstaltungen wie Sensation, Mystery Land und Dance Valley.

## Stil
Seine Musik ist abwechslungsreich und schwankt zwischen Hardstyle, Hard House und Hard Dance, jedoch sind oft auch Einflüsse aus dem Trance-Bereich vorhanden. Seine Musik ist stark geprägt von hoher Geschwindigkeit und viel Energie, untermalt von Yojis ebenfalls sehr energischen Auftritten.

## Diskografie (Auswahl)

### Alben
- 2001: Technicolor NRG Show
- 2002: Greatest Works
- 2004: Tales From The Big Room

### Kompilationen
- The Future of Hard Dance 1 & 2
- Music for the Harder Generation Volume 2
- Goodgrief: Album 3 (CD2 only)
- Pharmacy vol. 4 – Reign in Blood
- GIGA – tech-dance extreme
- tech-dance euphoria

### Singles
- 1994: Rendezvous De Telepathie
- 1997: Expect EP
- 1999: Go Mad
- 2001: Do The Nasty
- 2001: Seduction
- 2000: Anastasia
- 2001: Look @ The Heaven
- 2001: Ding A Ling
- 2002: A Theme From Banginglobe
- 2002: Gonzo (mit The Energy UK DJs)
- 2002: Peace Out
- 2003: Never End
- 2003: Hardstyle Disco
- 2004: Samurai / The Rain
- 2004: Monochroma
- 2006: Acid Spunk (mit Romeo Toscani)
- 2007: Six Hours (mit Romeo Toscani)
- 2008: Techy Techy
- 2008: Airport

### Remixe
- 2001: Mutant DJ with MC Magica – Hardhouse Raver
- 2003: Euro Trash – Get Up Get Down
- 2004: Mauro Picotto – Iguana 2004
- 2004: Heavens Cry – TillTearDoUsPart
- 2005: Dark By Design – Blackout (mit Romeo Toscani)
- 2005: Gouryella – Ligaya
- 2005: A*S*Y*S – Acid Flash (mit Romeo Toscani)
- 2005: Dave202 – Vulcania (mit Romeo Toscani)
- 2007: Derb – Satisfaction (mit Romeo Toscani)
- 2007: Blutonium Boy – Dark Angel
- 2007: Atomizer – Time To Time
- 2007: Ayumi Hamasaki – Game